# Jordan EJ14
A Jordan EJ14 egy Formula–1-es versenyautó, amelyet a Jordan csapat tervezett és versenyeztetett a 2004-es Formula–1 világbajnokság során. Pilótái Nick Heidfeld és Giorgio Pantano voltak, valamint az utóbbi helyett négy versenyen beugró Timo Glock.

## Áttekintés
Nem volt teljesen új autó, sokkal inkább az előző évi, rosszul sikerült EJ13-as komoly átalakítása. A módosított kasztni új aerodinamikai elemeket kapott, és egy erősebb Cosworth-motort (Ford névre címkézve). Visszatértek a hagyományos, single-keel kialakítású felfüggesztéshez.
A csapatnak olyan kicsi volt a költségvetése, hogy nem volt lehetőségük rendesen tesztelni. Ez meg is bosszulta magát, ugyanis az EJ14-es az elődjéhez hasonlóan egy lassú konstrukció volt. A csapat a Cosworth-motorokat okolta ezért, azt állítva, hogy a Ford nem ugyanazokat az egységeket adja nekik, mint a gyári csapat Jaguarnak.
A két pilóta közül Heidfeldet a tehetsége, Pantanót jobbára a pénze miatt igazolták le. Mivel Kanadában nem tudták befizetni a szponzorai a vállalt összeget, ezért helyette Timo Glock ült be, aki mindjárt szerzett is két pontot (igaz, ehhez az is kellett, hogy mindkét Williamst és Toyotát diszkvalifikálják szabálytalan fékvezetékek miatt). A szezon végére Pantano pénze elfogyott, ezért az utolsó három futamon ismét Glock ült be helyette.
Az autó teljesítménye általában véve csapnivaló volt. Összesen öt pontot gyűjtöttek az idényben, Glock pontszerzésén kívül Heidfeld szerzett még pontokat Monacóban és Kanadában. Olyan még sosem fordult elő ezidáig a csapat történetében, hogy egész évben ne végezzenek a legjobb hat között. Sokszor a megbízhatóság sem volt az igazi, az amerikai nagydíjon Heidfeld értékes pontokat vesztett el egy kieséssel. A belga nagydíjon az újabb pontszerzési lehetőségtől versenybalesetek fosztották meg őket. Jobb napjaikon a Jaguarral és a Toyotával is tudtak csatázni, de általában a Minardival alkották a mezőny hátsó traktusát.
Az idény végén a csapat létezése is veszélybe került, miután a Ford közölte, hogy kiszállnak a Formula–1-ből, így a Jordan hirtelen motorok nélkül maradt. Csak egy villámgyors, a Toyotával megkötött szerződés biztosította, hogy a következő évben is ott lesznek a rajtrácson.
Az autók festése a hagyományos sárga-fekete volt, a főszponzor Benson & Hedges cigarettamárkának köszönhetően. Ahol a dohányreklámok be voltak tiltva, ott a "Be on Edge" felirat volt olvasható az autókon. Az amerikai nagydíjon a Sobranie cigarettát reklámozták, ugyanis a Benson & Hedges az Egyesült Államokban egy másik gyár, a Phillip Morris licensze alapján volt forgalmazásban, és ez jogi problémákat vetett fel. Mivel már az előző évet is csodával határos módon élte túl a Jordan, az autókon az első bemutatkozásukkor a "Lazarus" felirat volt olvasható. A bahreini kormány kibérelte a motorborítás helyét, és a legváltozatosabb feliratokat illetve képeket helyezte el oda futamról futamra.

## Eredmények
| Év   | Csapat | Motor                    | Gumik | Pilóták         | 1   | 2   | 3   | 4   | 5   | 6   | 7   | 8   | 9   | 10  | 11  | 12  | 13  | 14  | 15  | 16  | 17  | 18  | Pontok | Helyezés |
| ---- | ------ | ------------------------ | ----- | --------------- | --- | --- | --- | --- | --- | --- | --- | --- | --- | --- | --- | --- | --- | --- | --- | --- | --- | --- | ------ | -------- |
| 2004 | Jordan | Ford RS2 (Cosworth CR-5) | B     |                 | AUS | MAL | BHR | SMR | ESP | MON | EUR | CAN | USA | FRA | GBR | GER | HUN | BEL | ITA | CHN | JPN | BRA | 5      | 9.       |
| 2004 | Jordan | Ford RS2 (Cosworth CR-5) | B     | Nick Heidfeld   | KI  | KI  | 15  | KI  | KI  | 7   | 10  | 8   | KI  | 16  | 15  | KI  | 12  | 11  | 14  | 13  | 13  | KI  | 5      | 9.       |
| 2004 | Jordan | Ford RS2 (Cosworth CR-5) | B     | Giorgio Pantano | 14  | 13  | 16  | KI  | KI  | KI  | 13  |     | KI  | 17  | KI  | 15  | KI  | KI  | KI  |     |     |     | 5      | 9.       |
| 2004 | Jordan | Ford RS2 (Cosworth CR-5) | B     | Timo Glock      |     |     |     |     |     |     |     | 7   |     |     |     |     |     |     |     | 15  | 15  | 15  | 5      | 9.       |

## Forráshivatkozások
1. ↑  Hamilton, Maurice.szerk.: Alan Henry: Formula 1 Review: Jordan, Autocourse 2004-2005. London, England: Hazleton Publishing, 68–69. o. (2004). ISBN 1-903135-35-4